# Szybszy od błyskawicy
Szybszy od błyskawicy (oryg. 霹靂火 / Pik lik foh) – hongkoński film akcji z 1995 roku w reżyserii Gordona Chana.
Film zarobił 45 647 210 dolarów hongkońskich w Hongkongu.

## Fabuła
Nocami w Hongkongu odbywają się nielegalne wyścigi tuningowanych aut. Bezpieczeństwa strzeże oddział policji i mechanicy, m.in. Chan. W czasie kontroli czarny samochód potrąca policjanta, który ginie. Właścicielem auta jest ścigany przez Interpol Cougar. Chan rusza za nim w pogoń. Cougar zostaje aresztowany, ale szybko wychodzi na wolność. Zaczyna szantażować Chana – chce zmierzyć się z nim w wyścigu w Japonii.

## Obsada
Źródło: Filmweb
- Jackie Chan – Chan Foh To / Alfred Tung
- Anita Yuen – Amy Yip
- Michael Wong – Steve Cannon
- Thorsten Nickel – Warner 'Cougar' Kaugman
- Chor Yuen – Yun Chor, ojciec Foha / ojciec Alfreda
- Oi-Yan Wu – Dai Mui / Daphne
- Chung-Han Man – Sai Mui / Sammi
- Yūzō Kayama – trener
- Kenya Sawada – Saw

## Nagrody i nominacje
W 1995 roku podczas 32. Festiwalu Filmowego Golden Horse Corey Yuen zdobył Nagrodę Złotego Konia w kategorii najlepszego reżysera kina akcji. W 1996 roku podczas 15. edycji Hong Kong Film Award zespoły Jackie Chan's Stuntman Association i Sammo Hung's Stuntman Association były nominowane do nagrody Hong Kong Film Award w kategorii Best Action Choreography.